# 伊藤邦武
伊藤 邦武（いとう くにたけ、1949年（昭和24年）- ）は、日本の哲学者。日本学士院会員。龍谷大学文学部教授、京都大学名誉教授。分析哲学・アメリカ哲学・パースを主として研究する。

## 経歴
- 神奈川県横須賀市生まれ[1]。
- 1968年3月 神奈川県立湘南高等学校卒業
- 1973年3月 京都大学文学部哲学科卒業
- 1975年3月 同大学院文学研究科修士課程修了
- 1978年3月 同研究科博士課程単位修得退学
- 1980年6月15日 （アメリカ合衆国）スタンフォード大学大学院哲学科修士課程修了
- 1981年4月1日 京都大学文学部助手
- 1985年
  - 4月1日 神戸大学文学部助教授
  - 京都大学大学院文学研究科博士課程で『パースのプラグマティズム』により文学博士の学位を取得。
- 1991年4月1日 京都大学文学部助教授
- 1995年12月1日 同教授
- 1996年4月1日 同大学院文学研究科（配置換え）
- 2005年4月1日、同大学教育研究評議員（2006.3.31 まで）
- 2006年4月1日 同大学院文学研究科長（2008.3.31 まで）
- 2008年3月1日 和辻哲郎文化賞受賞
- 2011年（平成23年）11月 紫綬褒章受章[2]
- 2014年4月 龍谷大学文学部教授[3]
- 2018年12月 日本学士院会員[4]

京都大学に入学した頃から約30年間、哲学者の野田又夫とは親交を持っていた。
- 2022年11月 瑞宝重光章受章[6][7]。

## 著書

### 単著
- 『パースのプラグマティズム――可謬主義的知識論の展開』勁草書房、1985年。
- 『人間的な合理性の哲学――パスカルから現代まで』勁草書房、1997年。
- 『ケインズの哲学』岩波書店、1999年。
  - 『ケインズの哲学』〈岩波人文書セレクション〉2011年。
- 『偶然の宇宙』岩波書店〈双書現代の哲学〉、2002年。
- 『パースの宇宙論』岩波書店、2006年。
- 『宇宙を哲学する』岩波書店〈双書哲学塾〉、2007年。
- 『ジェイムズの多元的宇宙論』岩波書店、2009年。
- 『経済学の哲学―19世紀経済思想とラスキン』〈中公新書〉2011年。
- 『物語　哲学の歴史―自分と世界を考えるために』〈中公新書〉2012年。
- 『九鬼周造と輪廻のメタフィジックス』ぷねうま舎、2014年。
- 『プラグマティズム入門』〈ちくま新書〉2016年。

### 編著
- 『哲学の歴史　第8巻　社会の哲学』中央公論新社、2007年。

### 共編著
- 『哲学の現在（7）分析哲学の現在』藤本隆志 編、世界思想社、1997年。

### 訳書
- D・D・ラファエル 著、野田又夫 訳『道徳哲学』紀伊國屋書店、1984年。
- イアン・ハッキング『言語はなぜ哲学の問題になるのか』勁草書房、1989年。
- フランク・ラムゼイ 著、橋本康二 訳、D・H・メラー 編『ラムジー哲学論文集』勁草書房〈双書プロブレーマタ〉、1996年。
- パース『連続性の哲学』〈岩波文庫〉2001年。
- W・ジェイムズ『純粋経験の哲学』〈岩波文庫〉2004年。
- チャールズ・テイラー 著、佐々木崇・三宅岳史 訳『今日の宗教の諸相』岩波書店、2009年。